# Bogenfels (Namibia)

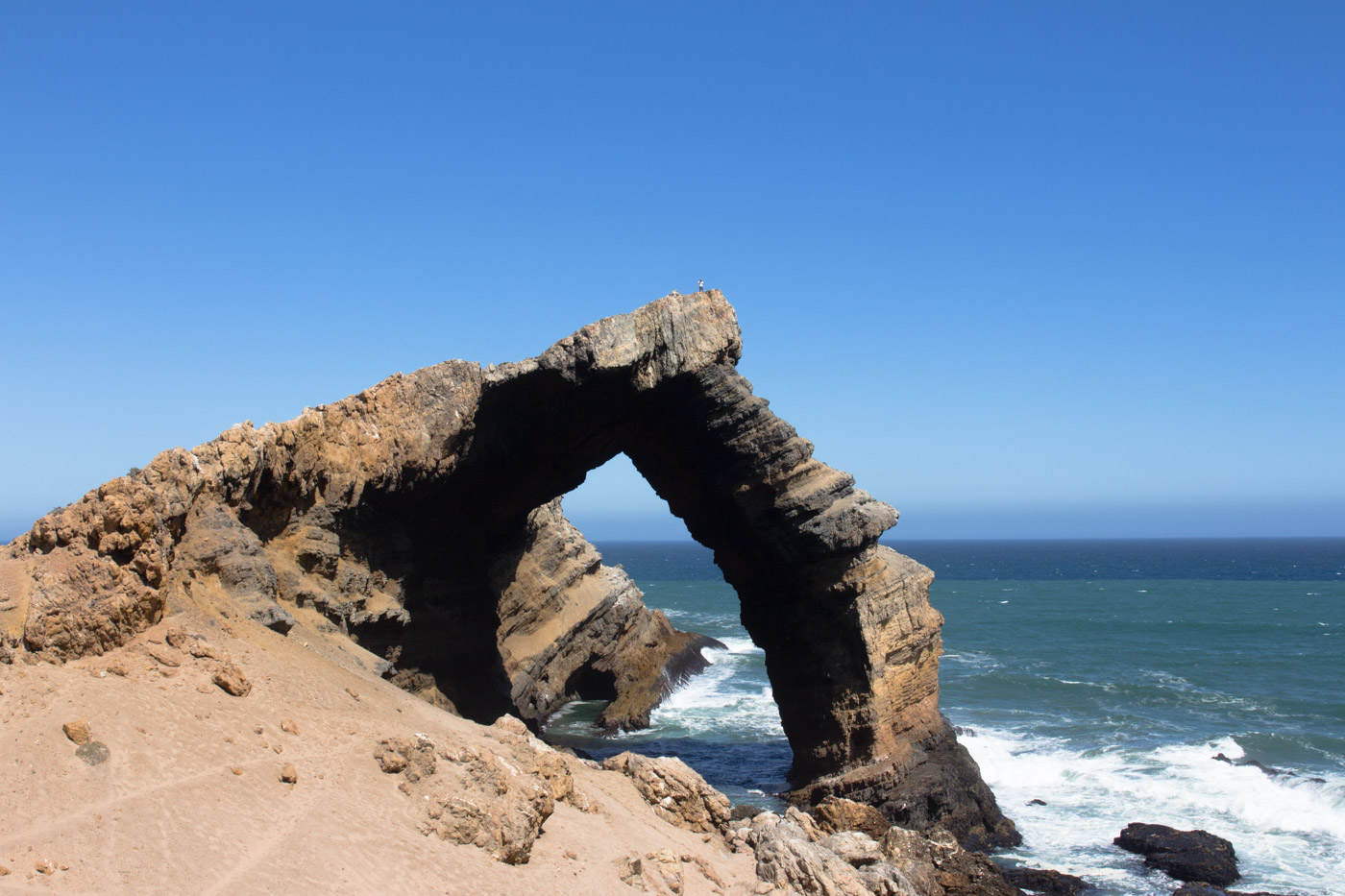
Bogenfels (2014)

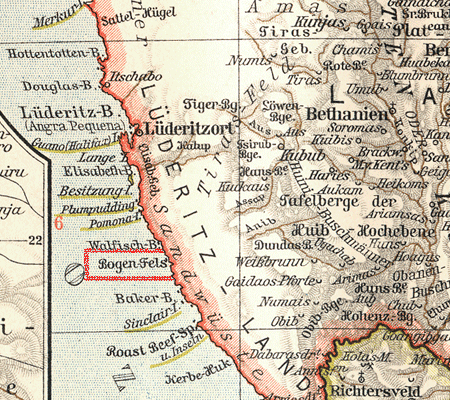
Bogen-Fels auf einer deutschen Karte des Lüderitzlandes von 1905

Der Bogenfels (auch historisch Bogen-Fels) ist ein bekanntes Felsentor, das sich bei Elisabethbucht rund 100 Kilometer südlich von Lüderitz in Namibia befindet. In der Nähe befindet sich die verlassene Ortschaft Bogenfels. Der Bogenfels ist 55 Meter hoch und ein wie eine Brücke geformter Kalkfelsen an der Küste des Südatlantiks. 
Der Bogenfels wurde bereits auf Kolonialkarten von Deutsch-Südwestafrika um das Jahr 1900 verzeichnet. Heute kann der Fels nur auf einer geführten Tour besichtigt werden, da er im Tsau-ǁKhaeb-(Sperrgebiet)-NationalparkKlicklaut, dem ehemaligen Diamantensperrgebiet, liegt.